# ICarly (videojuego)
iCarly (o iCarly: The Game) es un videojuego de fiesta basado libremente en la serie de televisión del mismo nombre, la versión Wii del juego fue desarrollada por Blitz Games, mientras que la versión de Nintendo DS fue desarrollada por Human Soft. El juego se lanzó en América del Norte para la Nintendo DS el 27 de octubre de 2009 y para la Wii el 20 de octubre de 2009, ambas versiones también se lanzaron en Europa y Australia el 6 de noviembre de 2009.
Una secuela, iCarly 2: ¡Joint the Click!, fue lanzada para Wii y Nintendo DS el 16 de noviembre de 2010.

## Desarrollo y Lanzamiento
En mayo de 2009, Activision anunció que se habían asociado con Nickelodeon para crear un juego de iCarly para Wii y Nintendo DS que se lanzaría en otoño de ese año. El juego fue lanzado en octubre de 2009, con David Oxford de Activision Publishing describiéndolo como "una experiencia de juego enérgica que es un entretenimiento sin parar" y Steve Youngwood de Nickelodeon diciendo que "toca […] la creatividad de los niños para proporcionarles diversión sin fin".

## Jugabilidad
Basada en la serie de televisión, iCarly traba sobre una chica llamada Carly Shay que crea su propio programa web llamado iCarly con sus mejores amigos Sam y Freddie. Los videos de Carly que se suben al sitio de iCarly se están eliminado, y resulta que Nevel ha eliminado su sitio web. Así que Carly y sus amigos tienen que recuperar su sitio web jugando a 10 minijuegos, presentados como parodias de espectáculo, y permiten a los jugadores trabajar con los personajes a través de nuevas aventuras. El modo iCreate permite a los jugadores añadir sus propios toques a los webisodes intercambiado accesorios, personajes, esquemas de color, audio, introducciones, outros y otros elementos. Hasta cuatro jugadores pueden competir o cooperar para completar las parodias y ganar Web-Creds, que luego se pueden usar para compra nuevos artículos, accesorios, accesorios y ubicaciones de los sitios web del juego.
La versión Wii del juego permite hasta cuatro jugadores a la vez.

## Recepción
Common Sense Media comentó en su reseña que los minijuegos contenidos eran "realmente divertidos, fáciles de aprender pero difíciles de dominar", pero que "simplemente no hay suficientes de ellos, lo que lleva a mucha repetición" Digital Spy elogió la actuación de voz y la historia del juego, pero crítico el juego como "ligeramente repetitivo",
la personalización como "más bien un nivel superficial", el juego como tener "sustancia limitada".